# Diplotrema paludosa
Diplotrema paludosa är en ringmaskart som först beskrevs av Frank Evers Beddard 1892.  Diplotrema paludosa ingår i släktet Diplotrema och familjen Acanthodrilidae. Inga underarter finns listade i Catalogue of Life.